# Pristimantis yumbo
Pristimantis yumbo es una especie de anfibio anuro de la familia Craugastoridae.

## Distribución geográfica
Esta especie es endémica de la provincia de Pichincha en Ecuador. Se encuentra entre los 2400 y 2900 m sobre el nivel del mar alrededor de Guagua Pichincha.

## Descripción
Los machos miden de 15 a 18 mm y las hembras 23 mm.

## Publicación original
- Yánez-Muñoz, Meza-Ramos, Cisneros-Heredia & Reyes, 2010: Descripción de tres nuevas especies de ranas del género Pristimantis (Anura: Terrarana: Strabomantidae) de los bosques nublados del Distrito Metropolitano de Quito, Ecuador. Avances en Ciencias e Ingenierías, vol. 2, n.º 3, p. 16-27[3]